# Trichoberotha striatovenosa
Trichoberotha striatovenosa is een insect uit de familie van de Berothidae, die tot de orde netvleugeligen (Neuroptera) behoort. 
Trichoberotha striatovenosa is voor het eerst wetenschappelijk beschreven door U. Aspöck & H. Aspöck in 1985.